# Анка Буторац
Анка Буторац Паровић (Доње Пазариште, код Госпића, 27. август 1903 — Костајница, 22. јануар 1942) била је револуционарка, учесница Народноослободилачке борбе и народни херој Југославије.

## Биографија
Рођена је 27. августа 1903. године у селу Доњем Пазаришту, код Госпића. Потиче из сиромашне сељачке породице. Детињство је провела радећи на пољу и чувајући стоку. После завршетка Првог светског рата, пошла је у град. Најпре је радила у Сиску, у магацину једног трговинског предузећа. Тамо је почела да се дружи са радницима и укључила се у рад Радничког покрета. Маја 1923. године, постала је благајница синдикалне подружнице Независних синдиката у предузећу.
Године 1925. прешла је у Загреб, где је изучила кројачки занат и запослила се у фабрици рубља. У фабрици је Анка постала један од најактивнијих синдикалиста, а 1926. године је примљена у чланство Комунистичке партије Југославије (КПЈ). Радила је и као благајник у Месном комитету „Црвене помоћи“ у Загребу. У пролеће 1927. године изабрана је за члана управе Савеза радништва одевне индустрије и обрта у Загреба, а убрзо и за члана управе Савеза радништва одевне индустрије и обрта Југославије. На Пленуму Месног синдикалног већа Загреба, одржаног 17. октобра 1927. године, на којем је присуствовао и Јосип Броз Тито, тада металски радник и организациони секретар Месног комитета КПЈ, Анка је изабрана за члана Комисије за рад међу женама.
Током партијског рада у Загребу, Анка се упознала, а потом и удала, за Благоја Паровића, познатог југословенског револуционара, који је тада такође радио у загребачкој партијској организацији. После завођења шестојануарске диктатуре настао је прогон свих познатијих комуниста. Ухапшена у масовном хапшењу комуниста у Загребу, априла 1929. године. Загребачка полиција тада је између осталих ухапсила — Ђуру Ђаковића, организационог секретара ЦК КПЈ и Николу Хећимовића, секретара „Црвене помоћи“, који су потом убијени на југословенско-аустријској граници; као и Павла Маргановића, секретара ЦК Савеза комунистичке омладине Југославије, који је пар месеци потом убијен у загребачкој полицији. У истражном и судском затвору провела је петнаест месеци, а потом је интернирана у родно место.
Из родног места је успела побећи и поново је дошла у Загреб, где је живела илегално, а потом је, крајем 1930. године, одлуком Партије, послата у Совјетски Савез, где јој се тада већ налазио супруг. Почетком 1932. године, Анка је, у Москви родила ћерку Мају. Иако нарушеног здравља, са последицама полицијске тортуре, Анка је у Москви наставила школовање. После завршеног четворогодишњег школовања на Комунистичком универзитету националних мањина Запада, крајем 1935. године, поново је упућена на партијски рад, у Југославију.
Најпре је радила у Сиску, а затим у Чаковцу и Вараждину. Као синдикални функционер, у Чаковцу је, у пролеће 1936. године, организовала синдикалну школу. Била је и један од главних организатора штрајка радника предузећа „Тивар“ у Вараждину, у коме је учествовало око 2.300 радника. Овај штрајк, у којем је Партија успела да ангажује и сељаштво из околине Вараждина, био је подстрек другим текстилним радницима у земљи.
Ухапшена је средином априла 1937. године у Невесињу, родном месту свога супруга. Провела је три месеца у истражном затвору у Петрињи, а потом је пуштена услед недостатка доказа. Почетком августа, 1937. године, на Оснивачком конгресу Комунистичке партије Хрватске, на Титов предлог, изабрана је у чланство Централног комитета. Радила је у загребачким синдикалним организацијама и отпремању добровољаца у Шпанију. Почетком априла 1938. године, ухапшена је приликом покушаја илегалног одласка у Шпанију. Провела је неколико месеци у затвору, због покушаја илегалног преласка границе, а потом је пуштена.
Срађивала је у листу „Женски свијет“, који је Партија покренула почетком 1939. године, a почетком 1940. је постала и члан Редакције. Заједно са Јовицом Марковићем и Стипом Угарковићем, била је у Штабу за организацију првомајских демонстрација у Загребу, 1940. године. Поново је ухапшена, 10. августа 1940. године, када је полиција упала на седницу ЦК КП Хрватске. Тада је, са неколико чланова ЦК, одведена у затвор у Лепоглави.
У затвору је дочекала окупацију земље и стварање усташке Независне Државе Хрватске. Усташе су затворенике премештали из логора у логор. Анка је најпре пребачена у госпићки логор, који су усташе оформиле за Србе, затим је, у августу, пребачена у Јастребарско, а два месеца касније, у концентрациони логор „Даница“ у Копривници. Партијска организација из Копривнице је успела да, 26. децембра 1941. године, ослободи Анку и друге комунисте из логора.
После ослобођења из логора, Анка се најпре пребацила у Загреб, где је илегално боравила око 20 дана, а после успостављања везе са партизанима, пошла је на Банију. На путу за Банијски НОП одред, група илегалаца из Загреба, у којој се налазила Анка, наишла је на усташку заседу код села Велико Крчево. У насталој борби Анка је била тешко рањена и заробљена. Усташе су је одвеле у Костајницу, где је подвргнута испитивању и мучењу. Умрла је три дана после заробљавања, 22. јануара 1942. године.
Указом Президијума Народне скупштине ФНР Југославије 14. децембра 1949. проглашена је за народног хероја.